# Olicana

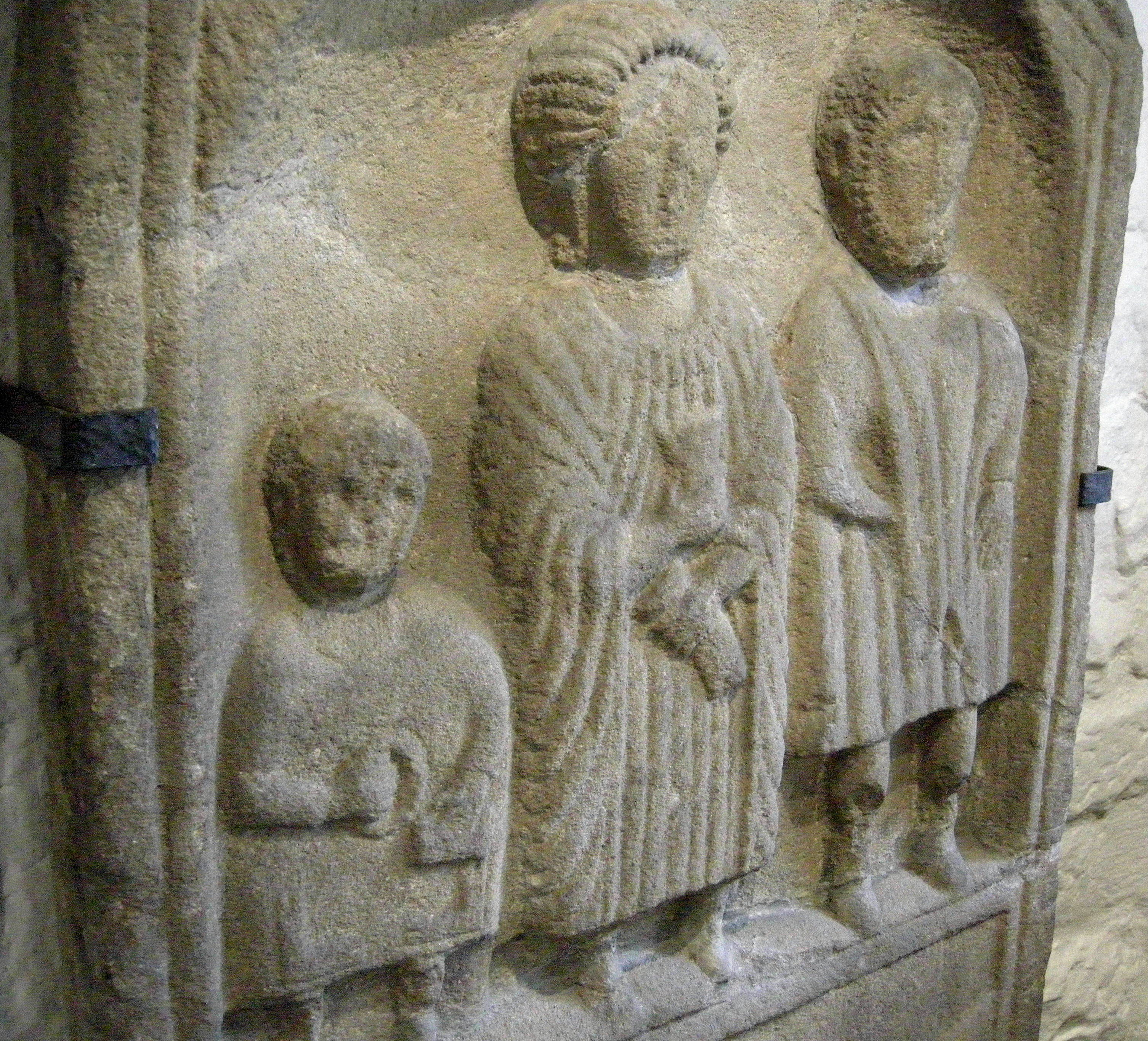
Restos romanos en Olenacum.

Olicana (citada como Olikana, Olenacum, Ilecliue, Illecliue, Illiclei, Illicleia, Ilkley) fue un asentamiento de la tribu de los brigantes. 

## Antecedentes
Es mencionado por Ptolomeo en su Geografía como una de las polis de los brigantes. No hay consenso sobre su ubicación exacta. Para algunos estaba ubicada en la ribera sur del Río Wharfe, en West Yorkshire, mientras que para otros historiadores del período correspondía a Elslack, en North Yorkshire.
Con la ocupación romana, en el sitio del Wharfe se instaló una fortificación de la que se conservan restos del muro perimetral. En el museo local se preservan también estelas funerarias y piedras del muro.